# Martes (animal)
Martes es un género de mamíferos carnívoros de la familia de los mustélidos, que incluye las martas y la garduña. Se distribuyen por Eurasia y el Neártico.

## Taxonomía
El género Martes incluye ocho especies y numerosas subespecies:
- Martes americana - marta americana.
- Martes caurina - marta del Pacífico
- Martes flavigula - marta de garganta amarilla.
- Martes foina - garduña.
- Martes gwatkinsii - marta de Nilgiri.
- Martes martes - marta europea.
- Martes melampus - marta japonesa.
- Martes zibellina - marta cibelina.

Además, hay numerosas especies extintas:
- M. anderssoni Schlosser, 1924
- M. basilii Petter, 1964
- M. ginsburgi[2] Montoya et al., 2011
- M. lefkonensis Schmidt-Kittler, 1995
- M. lydekkeri Colbert, 1933
- M. melibulla Petter, 1963
- M. zdanskyi Teilhard de Chardin & Leroy, 1945